# Гессен, Виктор Юльевич
Виктор Юльевич Ге́ссен (1908—1980) — советский учёный, специалист в области электрификации сельского хозяйства.

## Биография
Родился в мае 1908 года в Санкт-Петербурге в семье Юлия Савельевича (Йегуды, Юлиуса Сауловича) Гессена (1875—1934, который в 1908—1918 годах работал в Русском для внешней торговли банке. Племянник политического деятеля, юриста и публициста Иосифа Сауловича Гессена.
Окончил энергетический факультет ЛПИ (1930), работал при нём в научно-исследовательской лаборатории имени Смурова, затем в Ленэнерго.
Участвовал в разработке генерального плана электрификации Белоруссии (1933—1935). В 1936—1941 годах — начальник лаборатории техники высоких напряжений, доцент ЛПИ.
В 1941 году вступил в народное ополчение, служил в войсках связи, преподавал в военных училищах.
С 1945 года вновь преподавал в ЛПИ имени М. И. Калинина на кафедре техники высоких напряжений. В 1949—1950 годах был командирован в Белорусский политехнический институт, где организовал такую же кафедру.
С 1950 года преподавал в ЛСХИ (с 1958 года профессор, в 1962—1978 годах заведовал кафедрой электрических станций и систем).
Доктор технических наук (1962).

## Семья
- Сестра — Лидия Юльевна Рабинович (1903—1969), библиотекарь, личный секретарь писателя Н. А. Островского, жена дивизионного комиссара Самуила Евгеньевича Рабиновича (1901—1938).
- Брат — Константин Юльевич Гессен (1904—1983), председатель совхозного рабочего кооператива, инженер.

## Награды и премии
- Сталинская премия второй степени (1948) — за разработку метода и создание установки для испытания высоковольтной аппаратуры
- заслуженный деятель науки и техники РСФСР

## Публикации
- Аварийные режимы и защита от них в с.-х. электросетях, Л.-М., 1961;
- Основы теории электрической дуги, Л., 1963;
- Электрификация сел. х-ва (соавт.), Л., 1970;
- Электроснабжение с.-х. предприятий и населенных пунктов, М., 1975;
- Электроснабжение с. х-ва (учебник, в соавт.), М., 1979.